# Zeynep Sultan
Zeynep Asima Sultan (turco ottomano: زینب سلطان, lett. "pietra preziosa" e "difensore"; Costantinopoli, 8 aprile 1714 – Costantinopoli, 25 marzo 1774) è stata una principessa ottomana, figlia del sultano Ahmed III.

## Biografia

### Origini
Zeynep Sultan nacque a Costantinopoli, nel Palazzo Topkapi, l'8 aprile 1714. Era figlia del sultano ottomano Ahmed III.

### Matrimonio
Zeynep Sultan si sposò due volte: 
- Nel dicembre 1728 sposò Küçük Sinek Mustafa Pasha, nipote del Gran Visir Nevşehirli İbrahim Pasha (marito della sua sorellastra Fatma Sultan). Il 9 dicembre la coppia si trasferì nel Palazzo Kıbleli. Insieme ebbero un figlio. Zeynep rimase vedova nel 1764[2][3].
- Nel 1765 sposò Damat Melek Mehmed Pascià, Kapudan della flotta e poi Gran Visir nel 1792[4][5].

### Morte
Zeynep Sultan morì il 25 marzo 1774. Venne sepolta nel suo mausoleo nella moschea che aveva costruito, la moschea Zeynep Sultan. 

## Discendenza
Dal suo primo matrimonio, Zeynep Sultan ebbe un figlio:
- Sultanzade Yüsuf Bey (1732 - 1765)

## Beneficenza
Zeynep Sultan costruì una moschea nel quartiere Eminönü, all'epoca chiamata Moschea Ruh-i Sultaniye e oggi nota come Moschea Zeynep Sultan. Intorno alla moschea costruì una scuola e una fontana. 